# Brooke Bennett
Brooke Marie Bennett, nach Heirat Brooke Frioud (* 6. Mai 1980 in Tampa, Florida), ist eine ehemalige Schwimmerin aus den Vereinigten Staaten. Sie gewann drei Goldmedaillen bei Olympischen Spielen. Bei Weltmeisterschaften erhielt sie eine Goldmedaille, zwei Silbermedaillen und eine Bronzemedaille auf der 50-Meter-Bahn und zwei Silbermedaillen auf der 25-Meter-Bahn. Bei Panamerikanischen Spielen erkämpfte sie je eine Gold- und Silbermedaille.

## Karriere
Die internationale Karriere von Brooke Bennett begann im September 1994 bei den Weltmeisterschaften in Rom. Über 800 Meter Freistil siegte in Rom die zweimalige Olympiasiegerin Janet Evans aus den Vereinigten Staaten vor der Australierin Hayley Lewis. Brooke Bennett schlug als Dritte an und gewann die Bronzemedaille vor der Deutschen Jana Henke. Im März 1995 bei den Panamerikanischen Spielen 1995 in Mar del Plata siegte Bennett über 400 Meter Freistil vor ihrer Landsfrau Cristina Teuscher. Auch über 800 Meter Freistil ging Gold und Silber an Schwimmerinnen aus den Vereinigten Staaten, es gewann Trina Jackson vor Brooke Bennett. Im August 1995 bei den Pan Pacific Swimming Championships in Atlanta siegte Bennett über 400 Meter Freistil vor Trina Jackson und Hayley Lewis. Auf der 800-Meter-Strecke siegte Lewis vor Bennett und Jackson. Über 1500 Meter Freistil setzten sich Bennett und Lewis weit vom restlichen Feld ab; im Ziel hatte Bennett 0,15 Sekunden Vorsprung vor Lewis, die drittplatzierte Australierin Stacey Gartrell schlug 19 Sekunden später an. 1996 bei den Olympischen Spielen in Atlanta trat Bennett nur über 800 Meter Freistil an. Sie gewann die Goldmedaille mit zwei Sekunden Vorsprung auf die Deutsche Dagmar Hase. Dritte wurde Kirsten Vlieghuis aus den Niederlanden, die Titelverteidigerin Janet Evans belegte den sechsten Rang.
1997 bei den Pan Pacific Swimming Championships in Fukuoka wurde Bennett über 400 Meter Freistil Zweite hinter Claudia Poll aus Costa Rica. Über 800 Meter Freistil gewann Bennett vor Claudia Poll und Diana Munz. Über 1500 Meter Freistil sorgten Brooke Bennett und Diana Munz für einen Doppelsieg für die Vereinigten Staaten. Anfang 1998 fanden die Weltmeisterschaften in Perth statt. Über 400 Meter Freistil siegte die Chinesin Chen Yan vor Bennett und Hase. Über 800 Meter Freistil siegte Bennett vor Munz und Vlieghuis. In der 4-mal-200-Meter-Freistilstaffel siegte das deutsche Quartett vor der Staffel aus den Vereinigten Staaten mit Cristina Teuscher, Lindsay Benko, Brooke Bennett und Jenny Thompson. 1999 bei den Pan Pacific Swimming Championships in Sydney standen die 1500 Meter Freistil wie bei Weltmeisterschaften und Olympischen Spielen nicht auf dem Programm. Brooke Bennett gewann zum dritten Mal in Folge zwei Titel, diesmal über 400 und 800 Meter Freistil. Während der Sieg über 400 Meter mit 0,36 Sekunden vor Lindsay Benko recht knapp war, hatte Bennett über 800 Meter beim Anschlag über zwölf Sekunden Vorsprung auf die zweitplatzierte Australierin Rachel Harris. Im März 2000 fanden in Athen die Weltmeisterschaften auf der 25-Meter-Bahn statt. Die britische 4-mal-200-Meter-Freistilstaffel siegte vor der Staffel aus den Vereinigten Staaten mit Lindsay Benko, Brooke Bennett, Tammie Spatz-Stone und Jenny Thompson. Über 800 Meter Freistil gewann die Chinesin Chen Hua mit zweieinhalb Sekunden Vorsprung vor Brooke Bennett. Über 400 Meter Freistil wurde Brooke Bennett in Athen Sechste. Ein halbes Jahr später bei den Olympischen Sommerspielen 2000 in Sydney gewann Bennett über 400 Meter Freistil mit deutlichem Vorsprung von über einer Sekunde vor Diana Munz und über zwei Sekunden vor der drittplatzierten Claudia Poll. Über 800 Meter Freistil schlug Bennett fast drei Sekunden vor der Ukrainerin Jana Klotschkowa an, Dritte wurde Kaitlin Sandeno aus den Vereinigten Staaten.
2001 musste Brooke Bennett an beiden Schultern operiert werden. Sie fand danach nie zu alter Stärke zurück. Ihre beste Platzierung bei einer internationalen Meisterschaft war der neunte Rang über 800 Meter Freistil bei den Kurzbahnweltmeisterschaften 2004.
Die 1,65 Meter große Brooke Bennett schwamm für den Verein Brandon Blue Wave. Sie gewann insgesamt 13 Meistertitel der Vereinigten Staaten auf den langen Freistilstrecken. 2010 wurde sie in die International Swimming Hall of Fame aufgenommen. Nach ihrer Schwimmkarriere war Bennett zunächst als Radioreporterin und -kommentatorin im High-School-Bereich tätig. Später gründete sie die Brooke Bennett Swim School in Florida und gab Schwimmunterricht für Kinder.